# أشلي فوي
أشلي فوي (بالإنجليزية: Ashley Foy)‏ هي راقصة على الجليد أمريكية، ولدت في 7 يناير 1990 في هارتفورد في الولايات المتحدة.

## وصلات خارجية
- أشلي فوي على موقع الاتحاد الدولي للتزلج (الإنجليزية)